# The Horse and His Boy
The Horse and His Boy (titulado en español El caballo y su niño, El caballo y el muchacho o El caballo y su jinete) es una novela publicada por el escritor británico C. S. Lewis en 1954. Es la tercera novela de Las Crónicas de Narnia en orden cronológico, y la quinta en orden de publicación. 
El libro relata la historia de Bree (un caballo parlante) y Shasta (un muchacho), habitantes de Calormen, un extenso reino al sur de Narnia. Un día ellos se conocen y deciden regresar a Narnia y recuperar su libertad. En sus viajes descubren que Calormen planea invadir Narnia, iniciando la alarma de una posible guerra. Esta crónica se desarrolla durante el reinado de los hermanos Pevensie como reyes y reinas de Narnia. La historia de El caballo y el muchacho es mencionada por primera vez en La silla de plata, que en orden de publicación fue antes que este libro.

## Argumento
Un joven muchacho llamado Shasta es encontrado de bebé y criado por Arsheesh, un pescador de Calormen. A medida que la historia comienza, Shasta escucha por casualidad a Arsheesh hablando sobre un acuerdo en el que es vendido como esclavo a un poderoso noble feudal de Calormen. Shasta nunca ha amado verdaderamente al pescador, y se siente aliviado al descubrir que él no es realmente el hijo de Arsheesh, y espera a su nuevo amo con el burro fuera de la casa del pescador. El caballo del noble, Bree, asombra a Shasta al hablarle, y le sugiere escapar de una vida de servidumbre al norte de Narnia. Se reúnen con Aravis, una muchacha tarkina acompañada de su yegua hwin. Aravis está huyendo de un matrimonio forzado con el Gran Visir del Tisroc (gobernante de Calormen). 
Los cuatro deben viajar a Tashbaan, la bulliciosa capital de Calormen. Allí encuentran una procesión de unos Reyes Narnianos (Susan la Benévola y Edmund el Justo) que están de visita. Ellos confunden a Shasta por Corin, un príncipe de Archenland que había desaparecido de su grupo un día antes. Shasta es demasiado cobarde para protestar, y va con los Reyes Narnianos. Él les escucha discutir sobre escapar de Tashbaan y Calormen con el fin de evitar a Rabadash que está forzando a la Reina Susan a casarse con él. Cuando Shasta está solo, el verdadero príncipe Corin reaparece y Shasta escapa. 
Mientras tanto, Aravis se ha encontrado con su amiga noble Lasaraleen, pero le advierte que no se lo diga a nadie, pidiéndole ayuda para fugarse. Lasareen acepta, aunque no puede entender por qué Aravis quiere dejar la vida de princesa calormena, pero se ven obligados a refugiarse cuando el Tisroc, Rabadash y el Gran Visir aparecen. Por desgracia, se han escondido en la misma sala en la que los hombres están a punto de encontrarse. Aravis escucha al Tisroc y a Rabadash discutir sobre la huida de los reyes narnianos, y el Tisroc le da permiso para invadir Archenland para más adelante atacar Narnia.

## Personajes
- Shasta: Muchacho de Archenland criado en Calormen con ese nombre de manera muy humilde, siendo un esclavo. Decidió huir a Narnia con Bree, y luego se encuentra con Aravis y Hwin. Salva a Archenland, y se entera de que es príncipe de ese lugar, y que su nombre real es Cor. Se casa con Aravis y su hijo llegaría a ser Ram el Grande, el más famoso gobernante de Archenland. Su hermano es Corin.
- Breehy-hinny-brinny-hoohy-hah («Bree»): Caballo narniano que de potrillo fue secuestrado y vivió en Calormen fingiendo ser mudo. Escapa con Shasta de Calormen. Es muy vanidoso, pero eso no quita que tenga un buen corazón. Su nombre también se ha transcrito al español como Bri.
- Aravis: Decide escaparse cuando se entera de que su padre la comprometió con un viejo y poderoso tarkaan llamado Ahoshta. Es la dueña de Hwin, y en el viaje se encuentra con Shasta y Bree, convirtiéndose en compañeros de viaje. Cuando Shasta/Cor la "rescata" de un león (que después se descubre que fue Aslan), deja su vanidad hacia Shasta/Cor. Finalmente se casa con él y se convierte en Reina de Archenland. Es la madre de Ram el Grande.
- Hwin o Juin: Yegua tímida de Aravis. Escapó junto con su ama a Archenland.
- Susan y Edmund Pevensie: Reyes narnianos que estaban de visita en Calormen.

## Capítulos
1. Shasta emprende un viaje.
2. Una aventura en el camino.
3. A las puertas de Tashbaan.
4. Shasta tropieza con los narnianos.
5. El príncipe Corin.
6. Shasta entre las Tumbas.
7. Aravis en Tashbaan.
8. En la residencia del Tisroc.
9. A través del desierto.
10. El ermitaño del Linde Meridional.
11. El inoportuno compañero de viaje.
12. Shasta en Narnia.
13. La batalla de Anvard.
14. Bree se vuelve más sensato.
15. Rabadash el Ridículo.

## Comentarios
La historia de este libro alude sutilmente la historia bíblica de Moisés. Tanto Shasta como Moisés fueron encontrados en el agua y criados por personas que no eran sus padres, trayendo grande liberación a sus compatriotas cuando ya eran adultos: Moisés a los hebreos, y Shasta a los de Archenland.
En la escena en que Aslan le hace ver al caballo Bree quién era, se ve una similitud con el pasaje del nuevo testamento en que Tomás (apóstol de Jesús) no cree que resucitó y Jesús se le aparece:
"Ahora, Bree, pobre caballo orgulloso y asustado, acércate. Más cerca, hijo mío. No
tengas miedo de atreverte. Tócame. Olfatéame. Aquí están mis zarpas, aquí tienes mi cola,
éstos son mis bigotes. Soy una auténtica bestia." Tomado de las Crónicas de Narnia: El Caballo y el muchacho"
"Luego dijo a Tomás: «Trae aquí tu dedo: aquí están mis manos. Acerca tu mano: Métela en mi costado. En adelante no seas incrédulo, sino creyente»". Juan 20; 27
También nos deja el mensaje de que Dios nos está acompañando continuamente, situación evidente cuando Aslan se aparece a Shasta diciéndole que lo acompañaba cuando andaba al borde del abismo, o cuando fue a dar a la playa de Calormen cuando aún era bebé.

### Mitología
La asociación entre Shasta (o Cor) y los caballos, y su hermano Corin con las luchas, recuerda a la leyenda de la mitología griega de los hermanos Cástor y Pólux.

### Polémica
El reino de Calormen tiene características notoriamente árabes. En el libro, los calormenos son presentados de una manera un poco despectiva y con un falso dios: "Tash", que de algún modo hace alegoría a una rivalidad entre el Cristianismo y el Islam.